# Aconitum ludlowii
Aconitum ludlowii là một loài thực vật có hoa trong họ Mao lương. Loài này được Exell mô tả khoa học đầu tiên năm 1926.